# Левино (Вязниковский район)
Левино — упразднённое село в Вязниковском районе Владимирской области России.

## География
Урочище находится в северо-восточной части области, в зоне хвойно-широколиственных лесов, в пределах Волжско-Окского междуречья, при автодороге 17Н-160, на расстоянии примерно 21 километра (по прямой) к юго-западу от города Вязники, административного центра района.

### Климат
Климат характеризуется как умеренно континентальный. Средняя температура воздуха самого холодного месяца (января) — −11,1 °C (абсолютный минимум — −48 °С), средняя максимальная температура воздуха (июля) — +23,3 °С (абсолютный максимум — +37 °С). Годовое количество атмосферных осадков составляет около 607 мм, из которых 413 мм выпадает в период с апреля по октябрь.

## История
В «Списке населенных мест Владимирской губернии по сведениям 1859 года» населённый пункт упомянут как погост Левинский Вязниковского уезда, расположенный при колодце, в 28 верстах от уездного города. Насчитывалось 6 дворов и проживало 19 человек (8 мужчины и 11 женщины). Действовала православная церковь.
По состоянию на 1905 год, в селе Левино имелось 4 двора и проживал 31 человек. В административном отношении входило в состав Никологорской волости.
По данным 1926 года в селе имелось 4 хозяйства (в том числе 2 крестьянских) и проживало 30 человек (16 мужчин и 14 женщин). Являлось частью Гуляихинского сельсовета.

## Храм Димитрия Солунского
Первая однопрестольная деревянная церковь была построена в Левине в 1690 году и освящена во имя святого Димитрия Солунского. В 1780—1785 годах храм сгорел. С разрешения епископа Владимирского Виктора в Левино была перевезена церковь из упразднённого села Ширяева Судогодского уезда и освящена на новом месте во имя того же святого. В 1795 году в Левине была построена вторая тёплая церковь во имя Святителя Николая Чудотворца.
В 1828 году вместо деревянных церквей было начато строительство нового каменного храма, завершившееся лишь в 1888 году. В новой церкви имелось два престола: главный был освящён во имя святого Димитрия Солунского, второй — во имя Святителя Николая Чудотворца. В 1885 году при храме была открыта земская народная школа.